# Para vestir santos (serie de televisión)
Para vestir santos es una serie de televisión argentina de género comedia dramática producida por Pol-ka. La serie fue emitida desde el 21 de abril hasta el 29 de diciembre de 2010 por Canal 13, en simultáneo con Canal 13 HD, canal que fue lanzado con la emisión en alta definición del programa el 26 de mayo. Fue protagonizada por Gabriela Toscano, Celeste Cid y Griselda Siciliani. Coprotagonizada por Fernán Mirás, Daniel Hendler, Héctor Díaz y Gloria Carrá. También, contó con las actuaciones especiales de los primeros actores Hugo Arana y Betiana Blum.

## Sinopsis
Gloria (Betiana Blum) una viuda severa y ácida, muere de forma súbita. Sus tres hijas, Susana (Gabriela Toscano), Virginia (Griselda Siciliani) y Malena (Celeste Cid), todas solteras, comprobarán que la desaparición de esa tremenda madre no implica liberación alguna. Como si el fracaso de sus vidas, especialmente con los hombres, estuviera signado por algún tipo de maleficio. 

## Elenco

### Personajes principales
- Gabriela Toscano como Susana, hija de Gloria y hermana de Male, Virginia y María Eugenia.
- Celeste Cid como Malena, hija de Gloria y Vicente y hermana de Susana y Virginia.
- Griselda Siciliani como Virginia, hija de Gloria y hermana de Malena, Susana y María Eugenia.
- Betiana Blum como Gloria, hermana de Horacio y madre de Susana, Malena y Virginia.
- Hugo Arana como Horacio, hermano de Gloria y tío de Susana, Malena y Virginia.
- Fernán Mirás como Sergio, novio de Susana.
- Daniel Hendler como Damián, amigo de Malena.
- Héctor Díaz como Néstor, padre del hijo de Virginia.
- Gloria Carrá como María Eugenia, hija de Lidia y media hermana de Virginia y Susana.

### Participaciones especiales
- Lito Cruz como Vicente, padre biológico de Malena.
- Luis Machín como Carlos, exnovio de Susana.
- Osmar Núñez como Samy.
- Alfredo Casero como David, exnovio de Susana.
- Gabriel Goity como Marcos, exnovio de Susana.
- Antonio Birabent como Roy, exnovio de Virginia.
- Leonora Balcarce como Magda, exmujer de Sebastián.
- Mariano Torre como Matías, amigo de Malena.
- Pablo Brichta como El Sordo.
- Julieta Díaz como Ema Brossio, exnovia de Malena.
- Beatriz Spelzini como Lidia, madre de María Eugenia.
- Rafael Ferro como Julio, novio de Virginia.
- Martina Gusman como Laura, exnovia de Malena.
- Guillermo Arengo como Bruno, vecino de Susana, Malena y Virginia.
- Carlos Bermejo como Alfredo.
- Eugenia Guerty como Gimena, exesposa de Carlos.
- Esteban Meloni como Sebastián, exnovio de Malena.
- Lidia Catalano como Estela.
- Pilar Gamboa como Emilia, novia de Malena.
- Paola Barrientos como Carolina, amiga de Susana.
- Mario Moscoso como Pepe.
- Adrián Suar como él mismo.
- Daniel Barone como él mismo.
- Ricardo Darín
- Horacio Peña como Luis, padre de Ema.
- Santiago Magariños como Nacho, hijo de María Eugenia.

## Elementos icónicos, símbolos y metáforas
La apertura, emitida por completo sólo en los primeros capítulos, mostraba a las hermanas San Juan andando en calesita. El significado de ello era tanto las vueltas (en sentido coloquial, la falta de decisión y los constantes problemas) de las hermanas en su vida, como la búsqueda de la sortija (clásico del juego de la calesita), como símbolo de matrimonio.
Los símbolos se sucedían, asimismo, hasta en los nombres de los personajes. Susana corresponde al personaje de la historieta Mafalda, de Quino, cuyo mayor sueño era casarse. Paradójicamente, Susana no lo consigue hasta el final de la serie y su primer matrimonio es un completo fracaso. El nombre Virginia deriva del latín virginis: virgen. Contradictoriamente con ello, Virgi es la hermana que más relaciones sexuales tenía sin poder concretar ninguna meta (en el plano sexual, el orgasmo; en el plano afectivo, el amor). Malena remite al tango homónimo. En la letra de Homero Manzi, Malena no tiene una buena voz ni educación vocal, pero canta con sentimiento; esto puede ser transliterado al anhelo actoral de Male. Si bien nunca aprendió actuación, se desempeña con convicción y por vocación. Además, la Malena del tango tiene un amor que prefiere olvidar, mientras que Male, en la serie, no consigue exponer sus verdaderas preferencias sexuales (un amor que decide, más precisamente, negar).

## Banda sonora
https://www.youtube.com/watch?v=vQWfrhMjrVY
Para vestir santos, los musicales
1. Todos me miran
2. Mi enfermedad
3. Paisaje
4. Un gato en la oscuridad
5. Mentira
6. Llamado de emergencia
7. Por qué te vas
8. Para vivir
9. ¿Y cómo es él?
10. Quizás, quizás, quizás
11. La nave del olvido
12. Para Vestir Santos

## Premios

### Premios Martín Fierro
| Año  | Categoría                                           | Receptor/a                    | Resultado |
| ---- | --------------------------------------------------- | ----------------------------- | --------- |
| 2010 | Martín Fierro de Oro                                | Para vestir santos            | Ganador   |
| 2010 | Mejor unitario y/o miniserie                        | Para vestir santos            | Ganador   |
| 2010 | Mejor actriz protagonista de unitario y/o miniserie | Gabriela Toscano              | Ganadora  |
| 2010 | Mejor actriz protagonista de unitario y/o miniserie | Celeste Cid                   | Nominada  |
| 2010 | Mejor actriz protagonista de unitario y/o miniserie | Griselda Siciliani            | Nominada  |
| 2010 | Mejor actor de reparto                              | Hugo Arana                    | Ganador   |
| 2010 | Mejor actor de reparto                              | Fernán Mirás                  | Nominado  |
| 2010 | Mejor actor de reparto                              | Luis Machín                   | Nominado  |
| 2010 | Mejor actriz de reparto                             | Betiana Blum                  | Ganadora  |
| 2010 | Mejor participación especial en ficción             | Gabriel Goity                 | Nominado  |
| 2010 | Mejor participación especial en ficción             | Ricardo Darín                 | Ganador   |
| 2010 | Revelación                                          | Martina Gusmán                | Ganadora  |
| 2010 | Revelación                                          | Pilar Gamboa                  | Nominada  |
| 2010 | Mejor autor / libretista                            | Javier Daulte                 | Ganador   |
| 2010 | Mejor director                                      | Daniel Barone                 | Ganador   |
| 2010 | Mejor tema musical original                         | Mavi Díaz y Claudia Ruffinati | Nominadas |
| 2010 | Mejor producción integral                           | Para vestir santos            | Nominado  |

### Seoul International Drama Awards
| Categoría        | Receptor/a         | Resultado |
| ---------------- | ------------------ | --------- |
| Mejor Miniserie  | Para vestir santos | Nominado  |
| Mejor Director   | Daniel Barone      | Nominado  |
| Mejor Libretista | Javier Daulte      | Nominado  |
| Mejor Actriz     | Celeste Cid        | Nominada  |

### Rating
La historia Para Vestir Santos promedió 16.0 puntos con el pico de 19.1 el día de su debut.